# Quintana del Pidio
Quintana del Pidio – gmina w Hiszpanii, w prowincji Burgos, w Kastylii i León, o powierzchni 10,74 km². W 2011 roku gmina liczyła 181 mieszkańców.